# Вайтволл
Вайтволл (англ. White wall — «белая стенка») — автомобильные шины (реже — мотоциклетные или велосипедные) с боковыми стенками белого цвета. Исторически использовались с 1900-х по 1980-е годы, впоследствии остались как элемент ретро-стиля. Существуют современные накладки на боковины колёс, имитирующие вайтволлы и называемые колёсные флипперы.

## История вайтволлов
Вайтволлы имеют длинную историю, идущую с начала XX века. Первые шины были полностью белыми, так как их изготавливали из натурального бесцветного каучука с химическими добавками, лучшей из которых был на то время оксид цинка. Такая резина быстро приходила в негодность за счет низкой износостойкости, поэтому в состав резины начали добавлять углеродный наполнитель (сажу), который улучшил свойства покрышек. Из-за высокой цены технологии наполнитель применяли только для изнашивающегося протектора, а боковины (вайтволлы) оставались по-прежнему белыми. Чем более узкой была полоса белой резины, тем дороже и качественней считалась покрышка. По мере развития производства искусственного каучука, шины стали изготавливать целиком из чёрной резины, до конца 1920-х годов они считались шинами премиум-класса, однако уже к 1930-м годам ситуация изменилась на противоположную, и вайтволлы начали становиться элементом стиля. Так, в 1934 году компания Ford впервые анонсировала вайтволлы в качестве дополнительной платной опции для своих автомобилей. Новые шины с вайтволлами поставлялись завёрнутыми в упаковочную бумагу, чтобы предотвратить загрязнения и повреждения белых полос.
Пиком моды на шины с белой полосой стало производство в 1957 году эксклюзивного Cadillac Eldorado Brougham. Легендарный автомобиль был укомплектован покрышками с вайтволлами шириной 1 дюйм, причём чёрные части покрышки оставались с обеих сторон белой полосы, что визуально уменьшало колёса.
После 1962 года вайтволлы начали стремительно выходить из моды, иногда превращаясь в узкие полосы и даже не белого цвета.

## Галерея
- Auburn 1904 года с полностью белыми колёсами
- Американский автомобиль 1913 года с полностью белыми колёсами
- Мотоцикл Indian Big Twin 1915 года со стандартными белыми колёсами
- Запасная шина Deluxe Champion Whitewall на Nash Coupe 1932 года
- Oldsmobile Super 88 1956 года с шинами Coker Classic
- Кабриолет Кадиллак Эльдорадо на ретро-выставке
- Узкая белая полоса на Mercedes-Benz 280SE 1960-х годов
- Вайтволл на велосипеде-круизере Electra